# Вашингтон (округ, Айова)
Шаблон:StateAbbr_ 41°20′05″ пн. ш. 91°43′11″ зх. д. / 41.334722222222° пн. ш. 91.719722222222° зх. д.
Округ Вашингтон (англ. Washington County) — округ (графство) у штаті Айова, США. Ідентифікатор округу 19183.

## Історія
Округ утворений 1838 року.

## Демографія
За даними перепису
2000 року
загальне населення округу становило 20670 осіб, зокрема міського населення було 6807, а сільського — 13863.
Серед мешканців округу чоловіків було 9961, а жінок — 10709. В окрузі було 8056 домогосподарств, 5628 родин, які мешкали в 8543 будинках.
Середній розмір родини становив 3,04.
Віковий розподіл населення поданий у таблиці:
| Стать    | До 15 років | 15-21 | 22-29 | 30-39 | 40-49 | 50-65 | 65-85 | Понад 85 |
| -------- | ----------- | ----- | ----- | ----- | ----- | ----- | ----- | -------- |
| Чоловіки | 2237        | 915   | 831   | 1402  | 1572  | 1560  | 1257  | 187      |
| Жінки    | 2204        | 871   | 837   | 1419  | 1545  | 1583  | 1785  | 465      |

## Суміжні округи
- Джонсон — північний схід
- Луїза — схід
- Генрі — південний схід
- Джефферсон — південний захід
- Кіокак — захід
- Айова — північний захід

## Виноски
1. ↑  U.S. Decennial Census. United States Census Bureau. Архів оригіналу за 19 липня 2018. Процитовано 20 липня 2014.
2. ↑  Historical Census Browser. University of Virginia Library. Архів оригіналу за 11 серпня 2012. Процитовано 20 липня 2014.
3. ↑  Population of Counties by Decennial Census: 1900 to 1990. United States Census Bureau. Архів оригіналу за 22 квітня 2014. Процитовано 20 липня 2014.
4. ↑  Census 2000 PHC-T-4. Ranking Tables for Counties: 1990 and 2000 (PDF). United States Census Bureau. Архів оригіналу (PDF) за 18 грудня 2014. Процитовано 20 липня 2014.
5. ↑  State & County QuickFacts. United States Census Bureau. Архів оригіналу за 22 липня 2011. Процитовано 20 липня 2014.(англ.) Наведено за англійською вікіпедією.
6. ↑  American FactFinder. Бюро перепису населення США. Архів оригіналу за 26 лютого 2012. Процитовано 31 січня 2008.

| США | Це незавершена стаття з географії США. Ви можете допомогти проєкту, виправивши або дописавши її. |